# Данило Єловицький
Дани́ло Са́винович Єлови́цький (? — після 1652) — руський (український) шляхтич з роду Єловицьких (також Яловицьких) власного гербу Єловицьких. Землевласник у Кременецькому та Луцькому повітах Волинського воєводства Речі Посполитої. Державний та військовий діяч.

## Відомості
Данило (Даніель) Єловицький син багатолітнього кременецького земського підсудка, войського кременецького Савина (Сави) Гнівошевича Єловицького. Походив з давнього руського роду Єловицьких згадки на про який виринають на письмі у XV ст. Назва прізвища від родового гнізда – села Яловичі або ще Єловичі у Луцькому повіті Волинського воєводства. Згодом село Ланівці Кременецького повіту Волинського воєводства.
Відомо, що на 1634 рік Данило Єловицький — войський кременецький, згодом кременецький підкоморій (1641 - 1652). Згідно подимного перепису, на 1629 рік у володінні Данила Єловицького перебувало 10 сіл (295 димів). Основні відомі населені пункти: Ланівці,  Забороль, Мильча, Городище, Мирогоща, Плоска, Стадники, Оженин, Михлин, Торговище. 
Учасник Хмельниччини під час якої повстанцями було спустошено більшість його володінь. Зокрема 1648 року рівненськими покозаченими міщанами було спалено його маєток у Городищі. Також Оженин, Плоску і Стадники острозькими міщанами та хорівськими селянами.

## Сім'я
У шлюбі із Софією Вороничовою з Пилявець (на 1623). Наступний шлюб з Барбарою Чолганською, від якої мав доньку Маріанну. Відомо, що 16 грудня 1634 року Даніель Єловицький записував дружині Барбарі Чолганській — кременецькій підкоморині 10 000 золотих та частину добр у селах Оженин та Стадники. Маріанна Єловицька у шлюбі за кременецьким земським суддею Мартином Ледуховським. Останній, учасник битви під Корсунем у лавах коронного війська. Потрапив там у полон і пробув у полоні в Криму два роки. 
Інші відомі діти Даніеля Єловицького:
Андрій Єловицький на Кам‘яниці — войський луцький, у шлюбі з Олександрою Бабинською. У 1648 році обіймав посаду поборці подимного збору з євреїв Волинського воєводства. Відомо, що разом з дружиною Олександрою кілька років перебував у татарському полоні в Криму.
Ганна Єловицька, у шлюбі за Гієронімом-Литавором Хребтовичем-Богуринським. По його смерті вдруге взяла шлюб з Миколаєм Бабинським.
Яків (Якуб-Станіслав) Боженець-Єловицький — кременецький земський писар. У шлюбі з Ганною Болбосівною Розтоцькою. Перший серед представників роду Єловицьких фігурує як – Боженець-Єловицький. Його нащадки надалі уживали форму прізвища з цим прикметником. 
4 листопада 1652 року Даніель Єловицький склав тестамент у селі Торговище, де поміж іншого зазначив, що: «Наперед перед Творцем моїм і світом усім декларую, що у вірі святій католицькій [живу] і за неї померти хочу і прагну». Також просив щоб поховали його «в костелі отців францисканців».